# 赫斯特峰
赫斯特峰（英語：Hurst Peak），是南極洲的山峰，位於埃爾斯沃思地，處於韋伯峰南端，屬於赫里蒂奇嶺的一部分，海拔高度1,790米，由明尼蘇達大學地質學會命名，現時由南極條約體系管理。